# Барбікан (напій)
Барбікан — бренд безалкогольних солодових напоїв, що розповсюджується Aujan Coca-Cola Beverages Company (ACCBC). Напій продається переважно на Близькому Сході та в Північній Африці.
Завдяки популярності Барбікан у «країнах Перської затоки» GCC, він став узагальненою торговою маркою для безалкогольних солодових напоїв. Завдяки фруктовому та солодовому смаку Барбікан його іноді використовують для приготування страв, безалкогольних коктейлів, десертів, а також як доповнення до сиру чи шоколаду.

## Історія
Барбікан спочатку виготовлявся британською пивоварнею Bass Brewery. Aujan Industries почала імпортувати напій для продажу на Близькому Сході в 1983 році. Поряд зі швейцарським Moussy, Барбікан був першим безалкогольним солодовим напоєм, який продавався в регіоні. Зміни у виробництві на Bass перервали постачання Барбікан до Аужан, і в 1999 році Аужан придбав бренд Барбікан на окремих ринках. Аужан отримав повний контроль над Барбікан у 2010 році та почав виробляти його на заводі компанії в Дубаї.
У 2013 році Барбікан склав 5 % від загального обсягу продажів Аужан.
Барбікан також продається в Малайзії. Його імпортують із Саудівської Аравії та розповсюджують Coca-Cola Refreshments Malaysia. 26 липня 2011 року Національна рада Малайзії по фетвах оголосила, що Барбікан «не був оброблений, щоб зробити його алкогольним, і містить низький вміст алкоголю, який не є п'янким». Постанова оголосила Барбікан халяльним для споживання мусульманами.

## Виробництво
Барбікан виробляється на заводах ACCBC в Даммамі (Саудівська Аравія) і Дубаї. Його варять за допомогою триступеневого процесу, що включає затирання, фільтрацію та кип'ятіння сусла.
Під час затирання ячмінний солод грубого помелу піддається гідратації водою при різних температурно-часових режимах, що сприяє повільному розщепленню молекул крохмалю до простих вуглеводів, утворюючи збалансоване поєднання вуглеводів і білків. На етапі фільтрації всі розчинні тверді речовини з ячмінного солоду екстрагуються, уникаючи різких і терпких компонентів із лушпиння ячмінного солоду, залишаючи сусло. Віджате сусло кип'ятять разом із хмелем, що додає солодовому екстракту хмелевий аромат і гіркий смак. Під час кип'ятіння солодовий екстракт стабілізується та стерилізується.

## Аромати

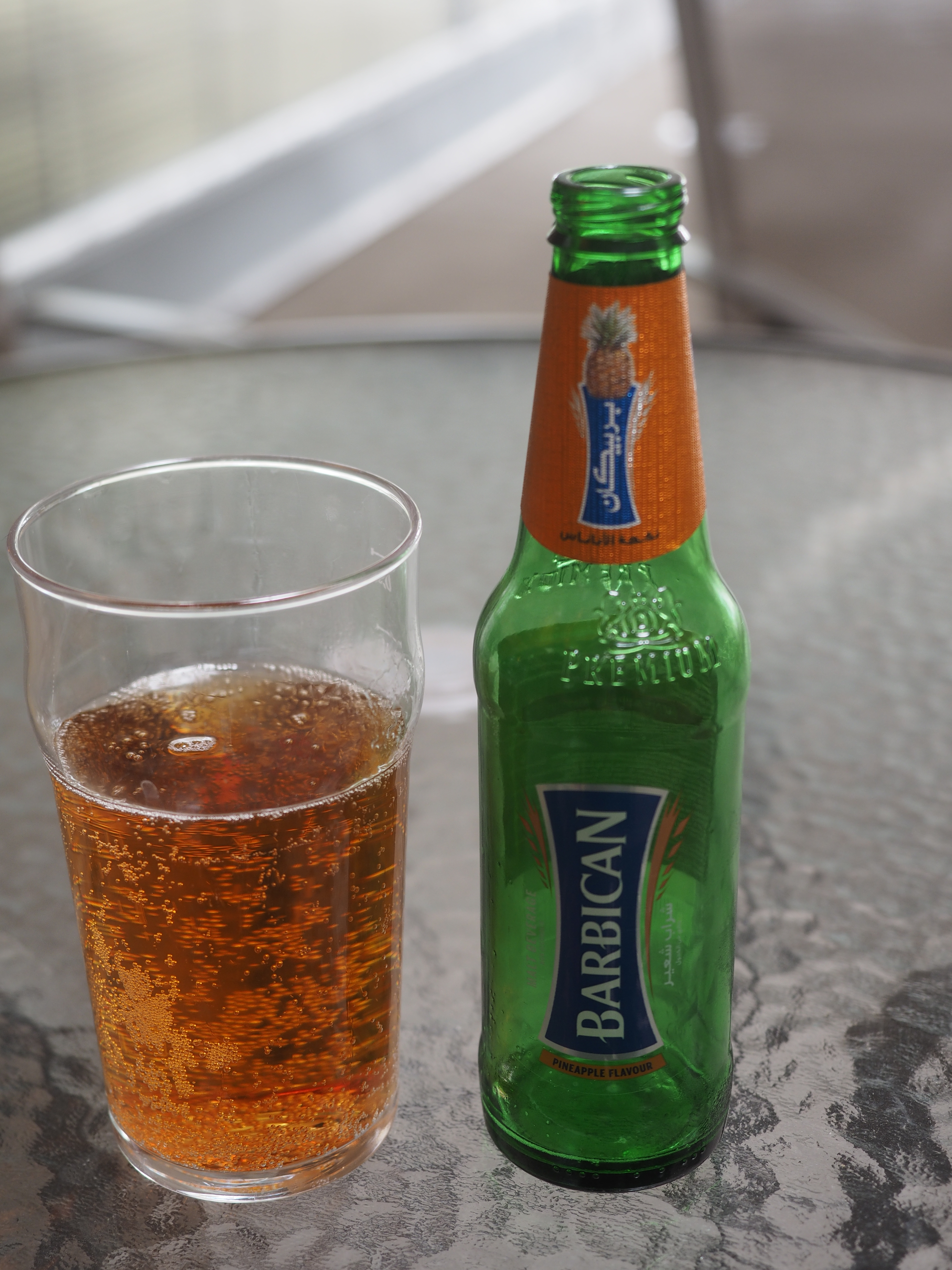
Пляшка Барбікана зі смаком ананаса в ресторані в Гельсінкі, Фінляндія.

Окрім оригінального солодового напою, Барбікан продається у 8 фруктових варіантах. Барбікан продається у скляних пляшках і банках по 330 мл. Манго і маракуя, а також гранат продаються тільки у скляних пляшках.
- Солод
- Персиковий
- Малина
- Полуниця
- Ананас
- Манго та маракуя
- Яблуко
- Гранат
- Лимон

## Вплив на здоров'я
Дослідження 2015 року, проведене Медичним університетом Хоулера в Ербілі, Ірак, виявило, що «не було статистично значущого підвищення рівня сечової кислоти в сечі до і після вживання Барбікана», але «рівень кальцію в сечі значно знизився після вживання». Дослідники відзначили, що зниження кальційурії відбулося лише серед нормальних чоловіків, які були звичними споживачами Барбікана. Зниження викликано наявністю ячменю.